# Lilavati
Līlāvatī um livro com tratados matemáticos do escritor e algebristra indiano Bhaskara Acharya escrito em 1150 DC. É o primeiro volume de sua obra principal, o Siddhānta Shiromani, ao lado do Bijaganita, do Grahaganita e do Golādhyāya.
O livro tem tal impacto na cultura da Índia que até o início do Século XX era o texto de matemática ensinado aos jovens. Abordando problemas simples de Aritmética, Geometria Plana (medidas e trigonometria elementar ) e Combinatória, o título Lilavati é um nome próprio de mulher (a tradução é Graciosa), e a razão de ter dado esse título a seu livro é porque, provavelmente, teria desejado fazer um trocadilho comparando a elegância de uma mulher da nobreza, com a elegância dos métodos da Aritmética. Numa tradução turca desse livro, 400 anos depois, foi inventada a história de que o livro seria uma homenagem à filha que não pode se casar. Justamente essa invenção é que tornou-o famoso entre as pessoas daquela época.

## Trabalhos Citados
- Plofker, Kim (2009), Mathematics in India, Princeton University Press, ISBN 9780691120676
- Poulose, K. G., ed. (1991), Scientific heritage of India, mathematics, Ravivarma Samskr̥ta granthāvali, vol. 22, Govt. Sanskrit College (Tripunithura, India)